# One California Plaza
One California Plaza è un grattacielo di Los Angeles, negli Stati Uniti. È parte del progetto California Plaza Project che comprende anche il Two California Plaza e ospita il MOCA (Los Angeles Museum of Contemporay Art).